# Wadi al-Arish
Wadi al-Arish és un riu estacional d'Egipte que desemboca a Al-Arish, al Sinaí. S'hi han fet troballes arqueològiques dels períodes Naqada II i Naqada III. A la Bíblia el Wadi al-Arish és equivalent a la ribera d'Egipte.